# Kyaukmyaung
Kyaukmyaung é uma cidade na divisão de Sagaing, Myanmar. Está situada aproximadamente 74 quilômetros ao norte de Mandalay, na margem oeste do rio Irauádi, e 27 quilômetros a leste de Shwebo por rodovia. Marca o término do terceiro desfiladeiro do Irauádi.

## Olaria e cerâmica
Kyaukmyaung é famosa pela fabricação de grandes potes de barro envernizados conhecidos como jarros de Martaban, que surgiram quando 5 mil prisioneiros de guerra mons foram assentados na área pelo rei Alaungpaya (1752-1760) depois de sua conquista de Pegu. No início os peguans do sul se rebelaram e depuseram o rei de Ava. Aung Zeya (mais tarde Alaungpaya), chefe de Moksobo (mais tarde Shwebo), liderou seus compatriotas em uma revolta contra os mons, e reuniu um exército em Kyaukmyaung que derrotou as tropas mons.
Os potes envernizados também eram chamados de jarros Ali Babá e eram transportados rio abaixo em jangadas de bambu. O maior destes jarros pode conter dois barris de líquido ou cerca de 105 galões (mais de 400 litros) de água ou alimentos, pasta principalmente de peixe ou ngapi, molho de peixe ou nganpyayei, e óleo de amendoim.

## Segunda Guerra Mundial
Quando os japoneses invadiram a Birmânia em 1942, o governo colonial britânico em retirada ordenou que a Irrawaddy Flotilla Company afundasse seus bateleiros em Mandalay e Kyaukmyaung. O rio, cerca de meia milha de largura, neste ponto, foi atravessado e cabeças de ponte criadas em janeiro de 1944 pela 19ª Divisão de Infantaria (Índia), em Kyaukmyaung e Thabeikkyin, quando as forças Aliadas contra-atacaram.

## Golfinho-do-irrawaddy
Uma pesquisa de 2004 contou 18 a 20 golfinhos-do-irrawaddy entre Kyaukmyaung e Mingun, e em dezembro de 2005, o Departamento de Pesca designou o trecho de 72 km do rio Irauádi entre estes dois pontos área protegida para os golfinhos.